# Souhlas se sexuální aktivitou

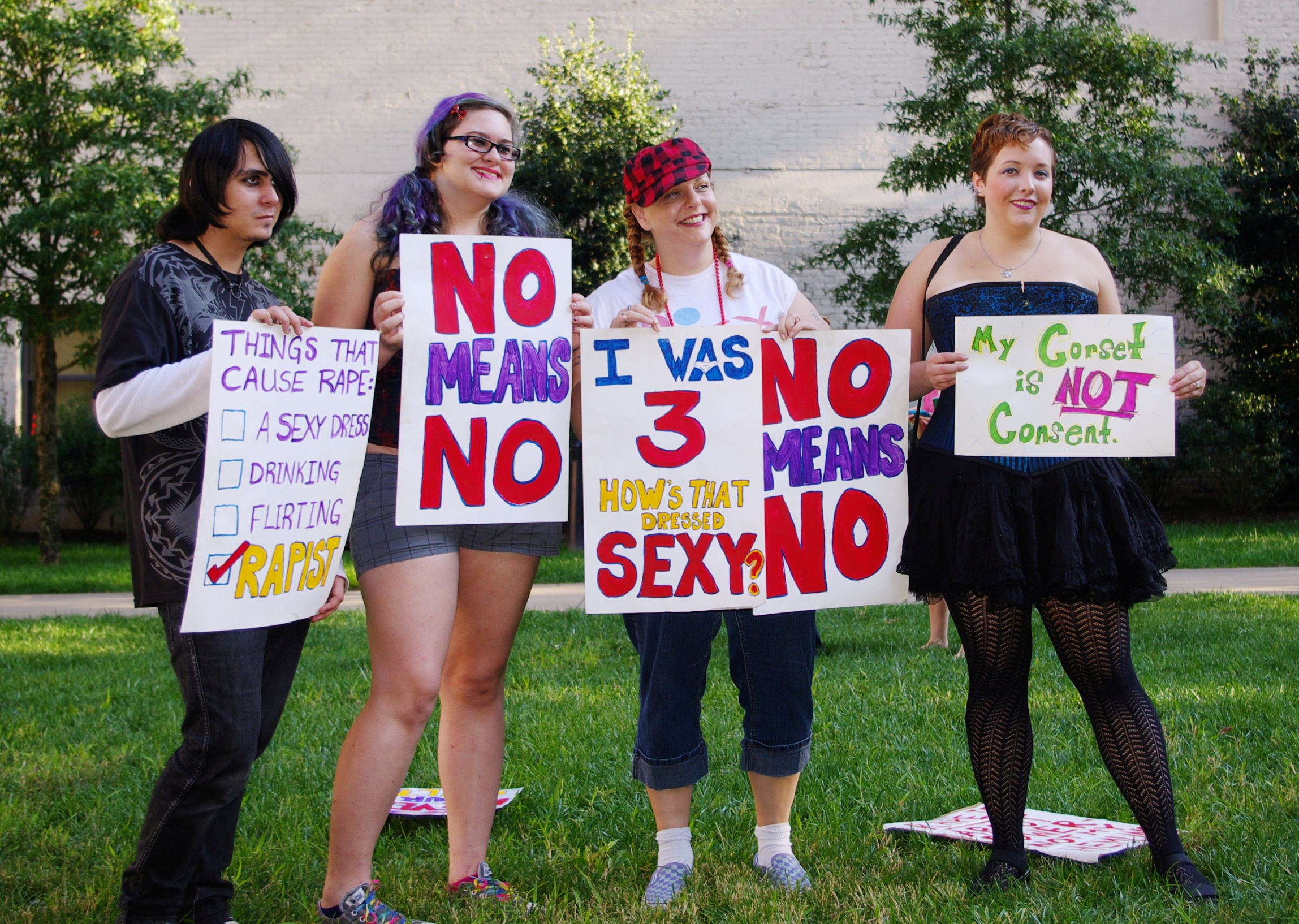
Účastnice pochodu v roce 2011 s nápisy v angličtině potvrzujícími důležitost sexuálního souhlasu. Na cedulích (zleva doprava) je napsáno: „Věci, které způsobují znásilnění“ (přičemž správná volba je „násilník“); „Ne znamená ne“; ... „Můj korzet není souhlas“.

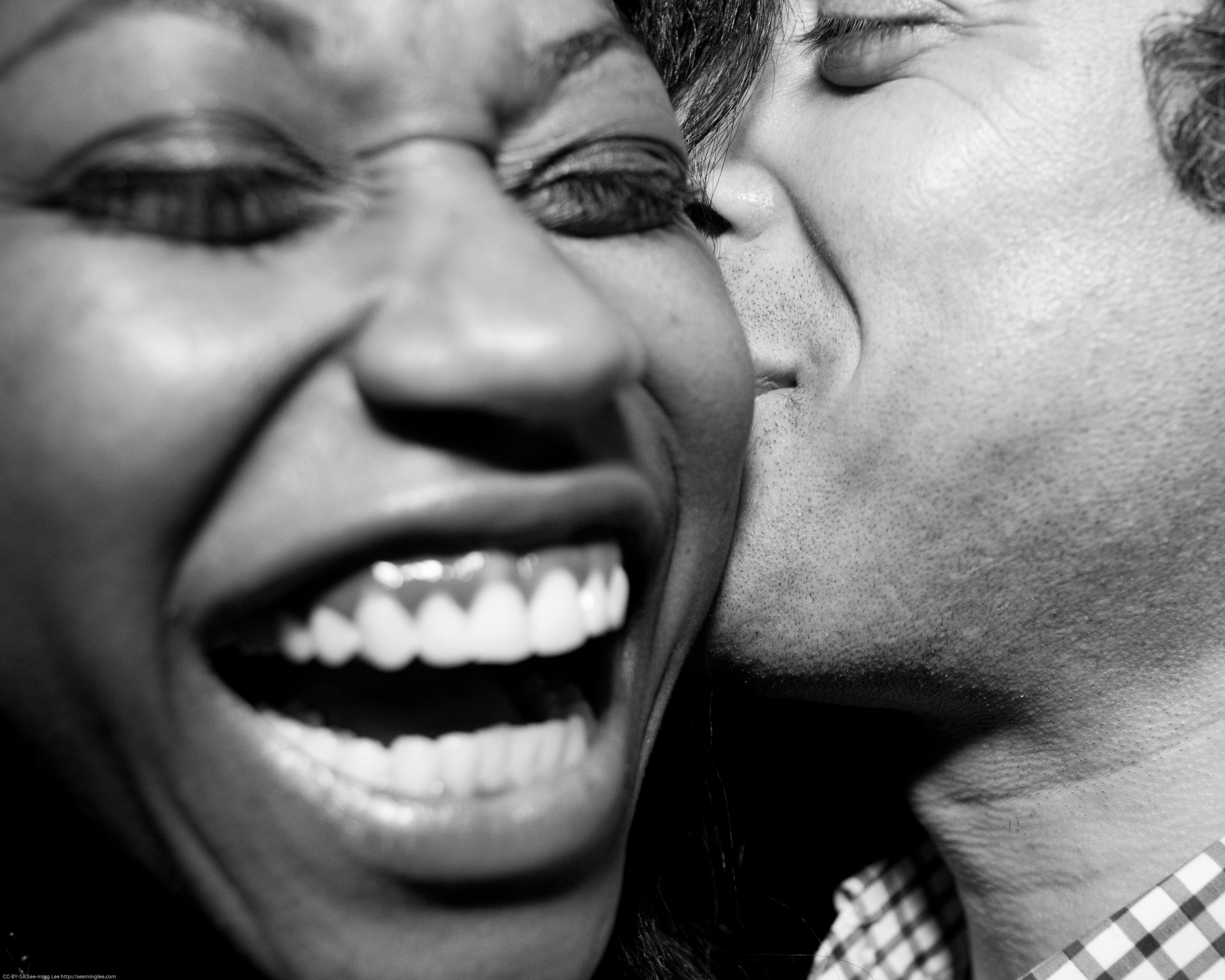
Různá pravidla týkající se souhlasu se liší v názoru na to, zda se neverbální náznaky považují za souhlas, některá pravidla však vyžadování souhlasu prostřednictvím neverbální komunikace povolují

Souhlas se sexuální aktivitou je verbální nebo neverbální vyjádření svolení k sexuální aktivitě. V některých zemích je sexuální aktivita bez souhlasu považována za znásilnění nebo jiné sexuální napadení.

## Akademická diskuse o souhlasu
Koncem 80. let minulého století kanadská filosofka a právnička Lois Pineau tvrdila, že společnost se musí posunout směrem ke komunikativnějšímu modelu sexuality, aby se souhlas stal explicitnější, jasnější a objektivnější. Volala po modelu, který by byl komplexnější než fráze „ne znamená ne“ nebo „ano znamená ano“. Mnoho univerzit zahájilo kampaně o sexuálním souhlasu. Kreativní kampaně se slogany a obrázky, které přitahují pozornost, mohou být účinnými nástroji ke zvýšení povědomí o sexuálním napadení na univerzitě a souvisejících otázkách.
Od konce 90. let jsou navrhovány nové modely sexuálního souhlasu. Vznikají například afirmativní modely. Podle Hickman a Muehlenhard je souhlas „volná verbální nebo neverbální komunikace ochoty zapojit se do sexuální aktivity“.

## Prvky souhlasu

### Morální a právní pohledy
V odborné literatuře není shoda na definici souhlasu a na tom, jak by měl být sdělován. Dr. James Roffee, docent kriminologie na Monash University School of Social Sciences, tvrdí, že právní definice musí být univerzální, aby se předešlo zmatkům v právních rozhodnutích. Ukazuje také, jak se morální pojetí souhlasu ne vždy shoduje s právním pojmem. Například někteří dospělí sourozenci nebo jiní členové rodiny mohou dobrovolně vstoupit do vztahu, nicméně právní řád to stále považuje za incest, a tedy trestný čin. Roffee tvrdí, že použití konkrétního jazyka v legislativě týkající se těchto rodinných sexuálních aktivit manipuluje čtenáře, aby je považoval za nemorální a zločinné, i když s tím všechny strany souhlasí. Podobně někteří nezletilí, kteří nedosáhli zákonného věku způsobilosti k pohlavnímu styku, mohou se vědomě a dobrovolně rozhodnout pro sexuální vztah. Zákon to však nepovažuje za legitimní. Zde je vidět, jak se morální a právní chápání ne vždy shoduje.
Někteří jednotlivci nejsou schopni dát souhlas, nebo i když mohou slovně dát najevo, že souhlasí, jsou považováni za osoby, které nemají schopnost dát informovaný nebo úplný souhlas (např. nezletilí mladší než věk způsobilosti k pohlavnímu styku nebo intoxikovaná osoba). Lidé mohou také z různých důvodů souhlasit s nechtěnou sexuální aktivitou.

### Nechtěná sexuální aktivita
Nechtěná sexuální aktivita může zahrnovat jakoukoliv sexuální aktivitu, netýká se pouze znásilnění nebo jiného sexuálního napadení. Například Jesse Ford ve své studii z roku 2018 zjistil, že muži mají nechtěný sex se ženami, aby „prokázali, že nejsou gayové“.
Studie z roku 1998 ukázala, že v heterosexuálních vztazích jak muži, tak ženy „souhlasí s nechtěnou sexuální aktivitou“, aby uspokojili partnera/partnerku, „podporovali intimitu“ nebo se vyhnuli napětí ve vztahu.

### Verbální vs. neverbální
Sexuální souhlas může být verbální, neverbální nebo může být kombinací obou typů. Podle Kae Burdo je zásada „počítá se pouze verbální souhlas“ omezená v tom, že nedokáže vyhovět stranám, které mohou souhlasit pouze neverbálně, jako jsou lidé s postižením a lidé v komunitách BDSM. Pravidla Dartmouth College týkající se souhlasu uvádějí, že komunikace při intimních sblíženích je často neverbální, zahrnuje například úsměv, přikyvování a dotýkání se druhé osoby; nicméně uvádí, že „...řeč těla často nestačí“, protože tlumočení řeči těla je riskantní, takže nejlepší možností je použít „explicitní verbální komunikaci“. The New York Times uvádí, že muži obvykle používají neverbální indikátory k určení souhlasu (61 procent uvádí, že vnímají souhlas prostřednictvím řeči těla partnerky), ale ženy obvykle čekají, až se jich partner slovně zeptá, než souhlas dají (pouze 10 procent uvádí, že souhlasí prostřednictvím řeči těla); odlišný přístup může vést ke zmatkům při sblíženích heterosexuálních párů. 
Lisa Feldman Barrett, psycholožka a neurovědkyně, uvádí, že v kontextu sexuálního souhlasu „pohyby obličeje a těla nejsou jazykem“, na který se lze spolehnout, protože lidský „mozek neustále hádá“, jak interpretovat úsměvy a výrazy; jako takové, „...výrazy obličeje jsou hroznými indikátory souhlasu, odmítnutí a emocí obecně“ a nemohou nahrazovat slova.

### Věk
Nezletilí, kteří nedosáhli věku způsobilosti k pohlavnímu styku, nejsou ze zákona schopni udělit platný souhlas se sexuálními akty. V důsledku toho dospělý, který se zapojí do sexuální aktivity s nezletilým mladším, než je věk způsobilosti k pohlavnímu styku, nemůže tvrdit, že sexuální aktivita byla dobrovolná, a taková sexuální aktivita může být považována za znásilnění ve smyslu zákona. Účelem stanovení věku způsobilosti je chránit nezletilou osobu před sexuálními návrhy.

### Mentální postižení nebo omezení
Stejně tak osoby s Alzheimerovou chorobou nebo podobným postižením nemusí být schopny dát souhlas se sexuálním stykem, dokonce ani se svým manželem/manželkou.

### Bezvědomí nebo intoxikace
V některých státech jsou osoby pod vlivem alkoholu nebo drog považovány za neschopné vyjádřit vědomý souhlas. Česká jurisdikce nemá jednoznačné stanovisko v tomto ohledu.
V Kanadě je intoxikace faktorem, který ovlivňuje, zda osoba může legálně souhlasit se sexuální aktivitou. Závisí to však na okolnostech, mezi něž patří, míra intoxikace nebo zda dotyčná osoba dobrovolně požila alkohol nebo drogy. Nejvyšší soud Kanady rozhodl, že osoba opilá do bezvědomí nemůže souhlasit se sexem; soud rozhodl, že jakmile člověk ztratí vědomí, nemůže souhlasit.
V Kanadě soudce v případu R v JA z roku 2011 rozhodl, že osoba, která spí nebo je v bezvědomí, nemůže souhlasit se sexem.

## Dva přístupy

### „Ne znamená ne“

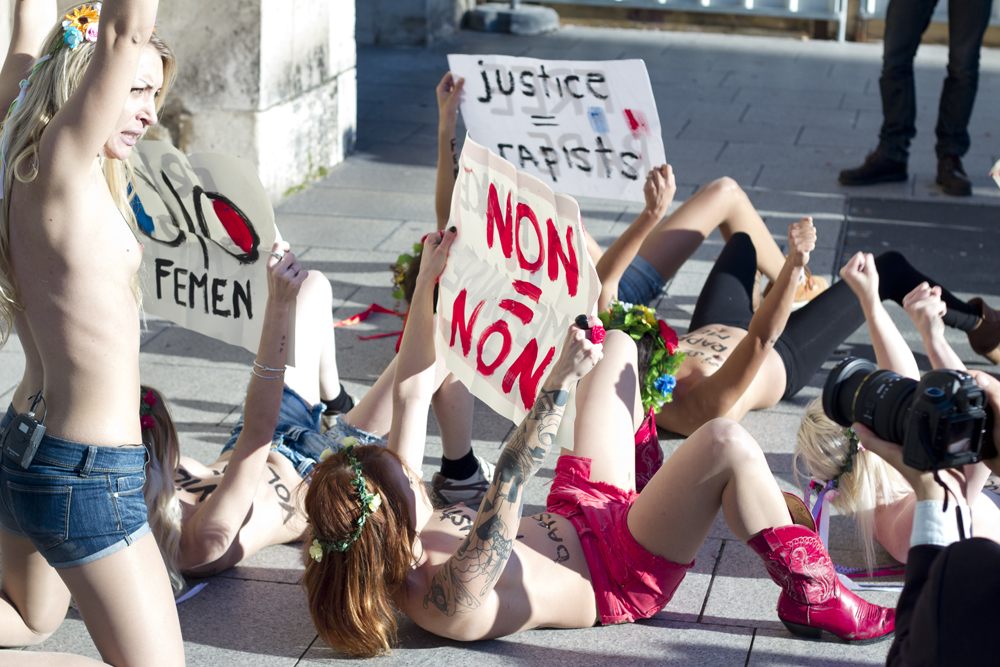
Aktivistka FEMEN drží na protestu v roce 2012 ceduli s nápisem „non = non“, francouzsky „ne = ne“.

Rozvinuly se obavy z přístupu „ne znamená ne“, protože někteří lidé nedokážou říci ne, ať už proto, že nejsou při vědomí, pod vlivem alkoholu nebo proto, že čelí hrozbám či nátlaku, přičemž otázka nátlaku je zvláště důležitá v případech, kdy existuje mocenská nerovnováha mezi dvěma lidmi. Proto došlo k posunu od „ne znamená ne“ k „ano znamená ano“ (potvrzující souhlas), aby se zajistilo, že lidé nebudou mít sexuální jednání kvůli tomu, že nepromluvili nebo neodporovali. Amanda Hess uvádí, že člověk nemusí být schopen říci ne, nebo může být opilý, může omdlít, nebo může ztuhnout strachem.
Sherry Colb kritizuje přístup „ne znamená ne“ z ještě jiné perspektivy. Dokazuje, že takový přístup předpokládá, že jakmile dvě osoby, nejčastěji žena a muž se ocitnou na rande v soukromí, předpokládá se, že dojde k sexuálnímu kontaktu, alespoň dokud žena neřekne „ne“. Colb tvrdí, že podle přístupu „ne znamená ne“ může muž, který je v soukromí se ženou v romantickém kontextu, ji svléknout a proniknout do ní, pokud ta neřekne „ne“, a to i v případě, kdy žena zamrzne, nic nedělá a nic neříká. Ticho a nehybnost se tak podle Colb považují za pozvání k sexu.

### Afirmativní přístup: „Ano znamená ano“

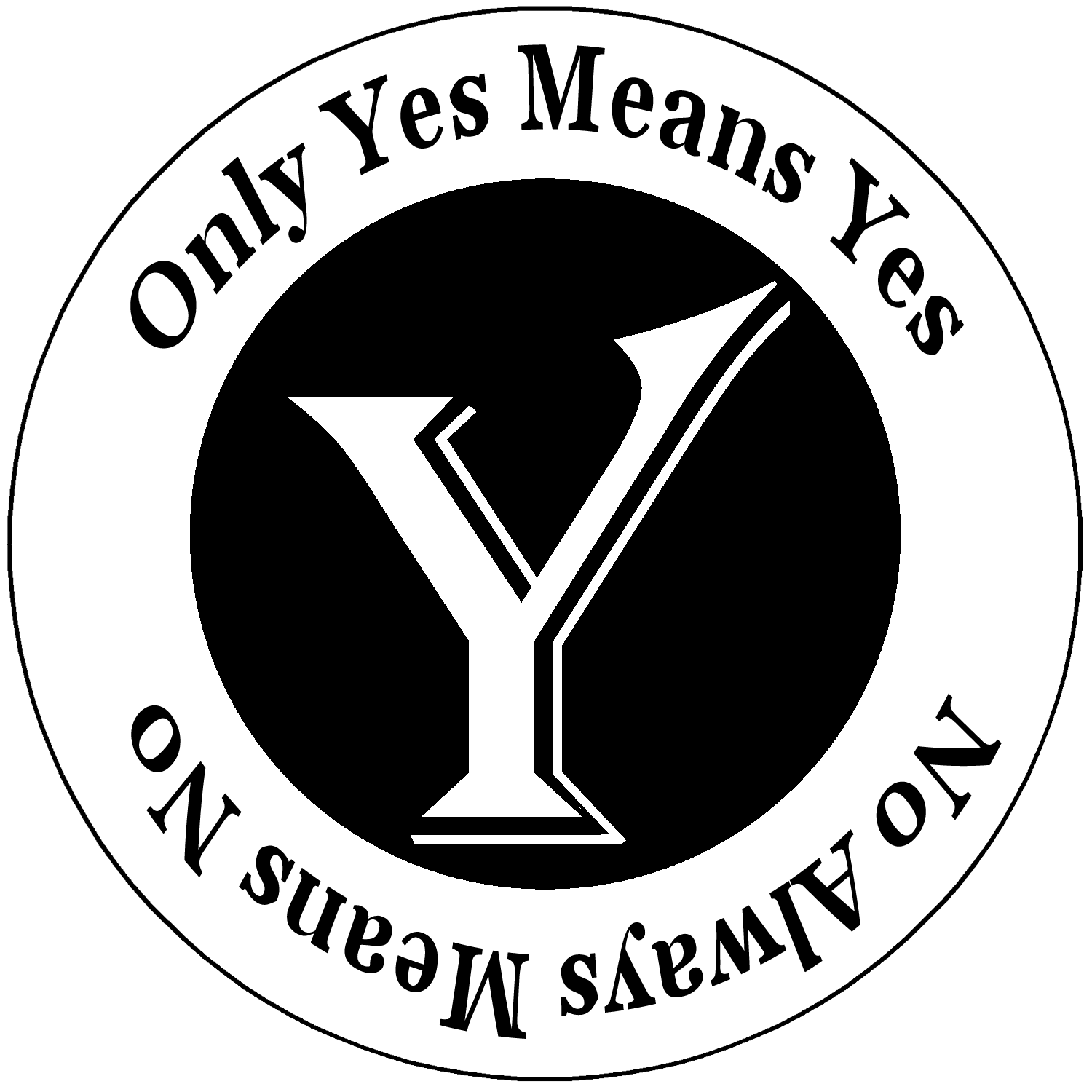
Logo pro kampaň „ano znamená ano“.

Přístup „ano znamená ano“ zahrnuje komunikaci a aktivní účast všech zúčastněných osob. Toto je přístup podporovaný vysokými školami a univerzitami v USA, které popisují souhlas jako „potvrzující, jednoznačné a vědomé rozhodnutí každého účastníka zapojit se do vzájemně dohodnuté sexuální aktivity“. Děkanka Claremont McKenna College Mary Spellman říká, že „ano znamená ano“ lze vyjádřit neverbálně odpovědí na otázky „je druhá osoba taky aktivní? Dotýká se mě, když se já dotýkám jí? Povzbuzuje mě, když dělám různé věci? To vše by byly známky toho, že daná osoba je aktivním účastníkem všeho, co se děje.“
Existují tři pilíře sexuálního souhlasu:
1. Přesně vím, s čím a jak moc souhlasím
2. Vyjadřuji svůj záměr zúčastnit se
3. Rozhoduji se svobodně a dobrovolně[21]

V arfirmativním přístupu člověk nečeká na „ne“, nýbrž dává a hledá výslovné „ano“. Denice Labertew z Kalifornské koalice proti sexuálnímu napadení říká, že „ano znamená ano“ vyžaduje zásadní změnu v tom, jak přemýšlíme o sexuálním napadení, protože vyžaduje, aby muži a ženy souhlasili se sexem a aktivně se na něm podíleli. Lauren Larson uvádí, že člověk by se měl ujišťovat, jestli jeho sexuální partner/ka souhlasí jak s líbáním, tak se sexem, a také se ujišťovat pravidelně během sexuálního aktu, například když změní rychlost, polohu nebo přesune ruce na novou část těla.

## Vzdělávací iniciativy

### Ve Spojeném království a USA

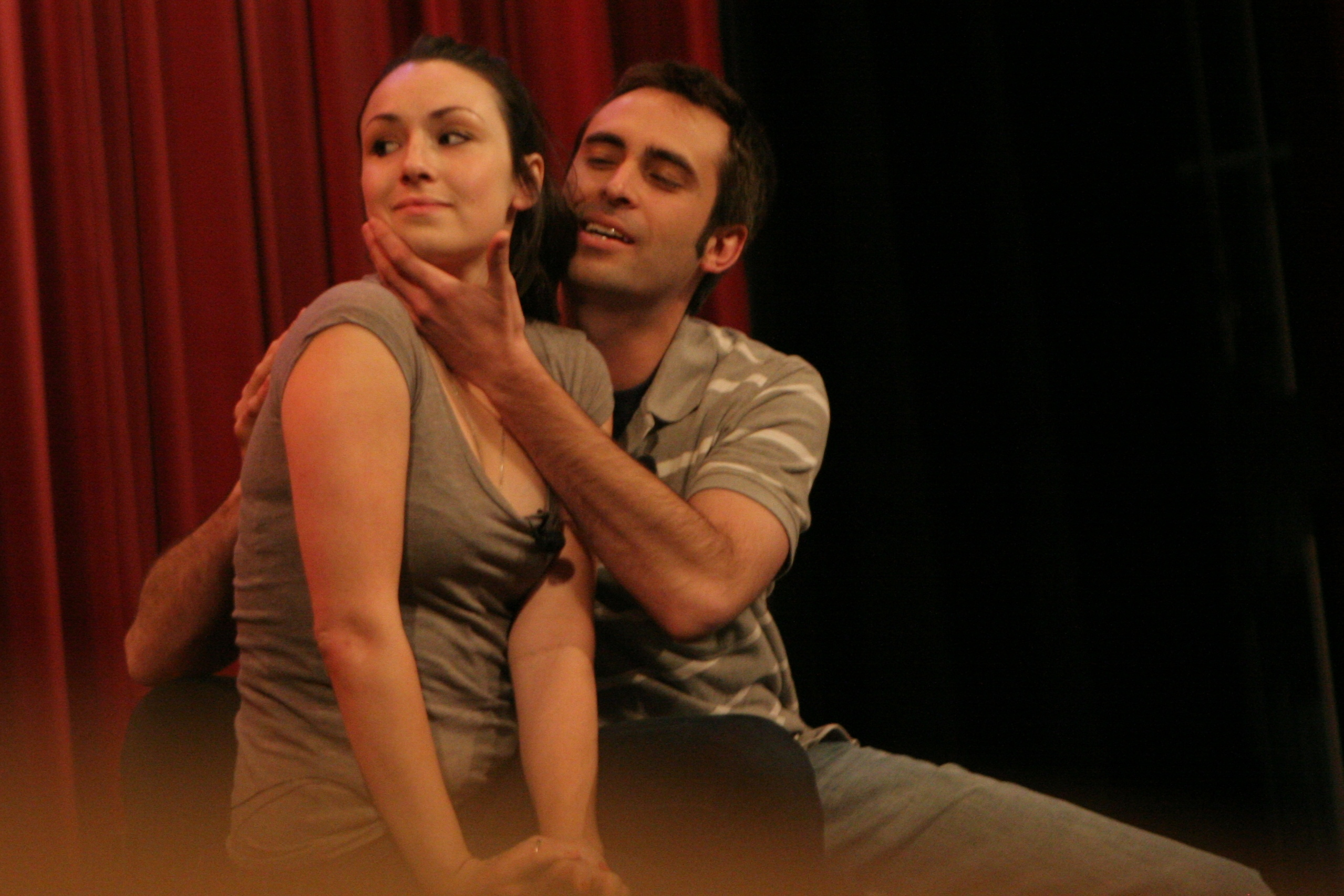
Účinkující Catharsis Productions předvádějí scénáře, ve kterých se muž chová nevhodně vůči ženě během hry „Sex Signals“. Cílem hry je také pomoci příslušníkům ozbrojených sil pochopit, co je souhlas a že „ne znamená ne“.

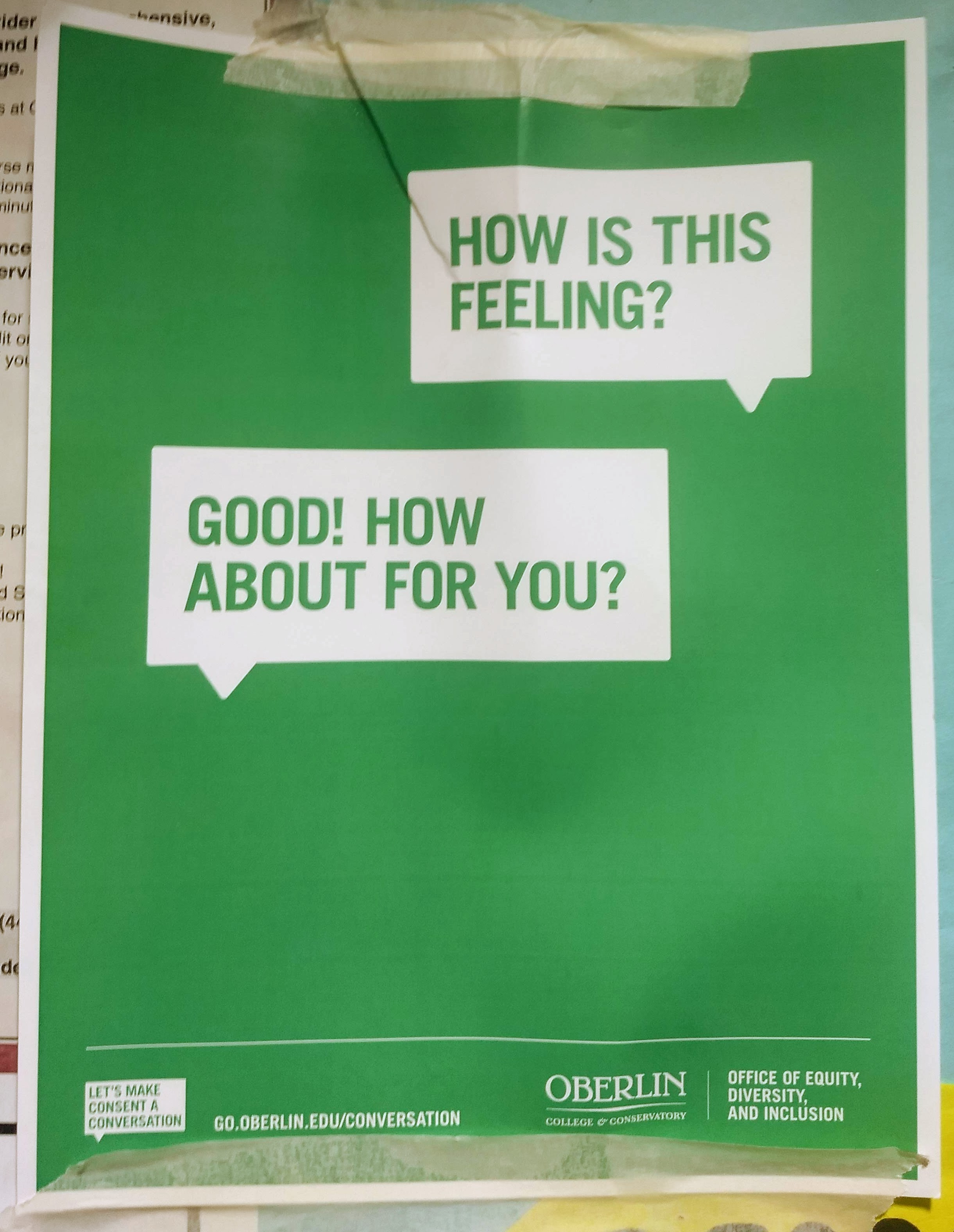
Leták vyvěšený na Oberlin College vybízí studjící ke zjišťování souhlasu v průběhu celé sexuální aktivity

Ve Spojeném království pracuje Asociace osobního sociálního zdraví a ekonomického vzdělávání (Personal Social Health and Economic Education Association, PSHEA) na vytvoření a zavedení plánů lekcí sexuální výchovy v britských školách, které zahrnují lekce o „konsensuálních sexuálních vztazích“, „významu a důležitosti souhlasu“ a také o „mýtech o znásilnění“. Projekt Schools Consent Project poskytuje žákům ve věku 11–18 let workshopy sexuální výchovy, které se zabývají tématy jako obtěžování, revenge porn a sexting. V USA a v Knadě mnoho univerzit zahájilo kampaně o souhlasu. Kreativní kampaně se slogany a obrázky, které přitahují pozornost, mohou být účinnými nástroji ke zvýšení povědomí o sexuálním napadení na univerzitě a souvisejících otázkách.

### V České republice
V Česku se osvětovou činností o sexu, sexuálním násilí a (ne)souhlasu zabývá od roku 2016 organizace Konsent. Ta nabízí mimo jiné školení pro personál barů a podniků, workshopy pro vysoké školy a firmy.

## Legislativa
V právní teorii existují dva hlavní modely v legislativě proti znásilnění a dalším formám sexuálního násilí:
1. Podle modelu založeného na nátlaku je znásilněním sexuální akt, který je „proveden pod nátlakem, násilím, fyzickou silou nebo pod hrozbou násilí“;[27]
2. Podle modelu založeného na souhlasu je znásilněním takový „sexuální akt, ke kterému druhá osoba nevyjádřila souhlas“.[27]

Model založený na souhlasu je považován za lepší alternativu pro posílenou právní ochranu obětí a pro uložení větší odpovědnosti na potenciální pachatele, aby si před zahájením sexu aktivně ověřili, zda druhá osoba skutečně souhlasí se zahájením sexu či nikoli, a aby se zdrželi, pokud tak tomu není.
Úmluva Rady Evropy z roku 2011 o prevenci a boji proti násilí na ženách a domácímu násilí (Istanbulská úmluva) obsahuje v článku 36 definici sexuálního násilí založenou na souhlasu. To zavazuje všechny strany, které Úmluvu ratifikovaly, ke změně svých právních předpisů z modelu založeného na nátlaku na model založený na souhlasu.
Model založeny na souhlasu přijaly už Belgie, Chorvatsko, Kypr, Německo, Řecko, Island, Irsko, Lucembursko, Dánsko, Slovinsko, Švédsko a Velká Británie. V České republice je platný model založený na nátlaku. V roce 2023 se poslanecká sněmovna zabývá novou definicí znásilnění, avšak, jak 8. června 2023 uvedl náměstek ministra spravedlnosti Antonín Stanislav (ODS), model založený na souhlasu není ve hře.

## V populární kultuře
V roce 2010 vydala německá skupina Alin Coen Band album Wer bist du?, na němž se nachází píseň A No Is A No věnována tématu sexuálního násilí.
V roce 2013 tři studentky z Nového Zélandu natočily klip a písničku Defined Lines. Ta paroduje kontroverzní písničku Blurred Lines od Robina Thickeho, která se setkává s kritikou kvůli údajné propagaci sexuálního obtěžování a násilí.